# 藤田奈月
菜月（なつき、1985年6月22日 - ）は、日本の女優、シンガー、ダンサー。東京都出身。旧芸名は藤田 奈月（ふじた なつき）。血液型B型。身長155cm。ジールアビリティ所属。

## 人物・来歴
シンガー兼女優として活動。アクションや殺陣、ダンス、日本舞踊などで様々な作品に出演している。
2011年4月から、ダンス＆ボーカルユニット「蘭-夢*raimu*」のメンバーとしてNatsuki名義で活動を開始。
2012年、映画「踊る大捜査線 THE FINAL 新たなる希望」にピンクサファイア役として出演。
2013年2月、ソロシンガーとして藤田奈月名義で初LIVEを敢行。以降、女優活動の時のみならず音楽活動時の名義も藤田奈月として活動。

同年6月22日に1stシングル「君ヲ願ウ」をリリース。
2015年2月13日、会場限定Single「Bitter Valentine」リリース。同年、フジテレビ系ドラマ「リスクの神様」に社長愛人役で出演。
2016年6月18日、2ndシングル「JUMP!!」をリリース。
2017年6月には、吉水翔子とのユニット「月ヲ翔ける」を結成。ソロ活動と並行して不定期にユニット活動を展開。
2018年6月16日、3rdシングル「雫」リリース。同作より、音楽活動におけるマネジメント関連を音楽レーベルgroundbreakerが担当している。
2019年4月、チバテレビにて放送のバラエティー番組「MUSE9」のオープニングテーマを担当。同年、NHK大河ドラマ「いだてん〜東京オリムピック噺〜」に芸者役として出演。
2019年8月2日、大田文化の森ホールにて開催の「2019 大田文化の森 夏祭り」に出演。
2020年1月より、群馬テレビにて放送のバラエティー番組「JOYnt!」のエンディングテーマに楽曲が使用される。また、テレビ埼玉にて放送の「超時空彩の国S.T.M」番組内連続ドラマとしてオンエアされた、芳村梨絵の原作による「家政婦は見た!」のDVD作品が同月にリリースされ、このDVD版のエンディングテーマを担当している。
2020年3月1日、4thシングル「HIKARI」をリリース。同作は上述のタイアップ楽曲の3曲がすべて収録された作品となっている。

また、YouTubeに同月公開されたSKY-HIの楽曲「Don’t Worry Baby Be Happy feat. STAMP (Prod. ist)」のMUSIC VIDEOに、芸者役として出演している。
2021年2月、芸名を菜月に改名。同年3月、初の番組パーソナリティーを担当となる生配信WEB番組「みのなつトークルーム」が開始。
同年7月、TBS系ドラマ「プロミス・シンデレラ」に杉本りえ役で出演。
2022年5月、舞台作品「女医レイカ ～心の声がきこえますか～」に出演。
2024年5月4日、東京・滝野川会館 大ホールで開催の「ヒメガミフェス2024」に出演。同公演にて愛内里菜、5%BERMUDA、天音汐那らと共演。
趣味はゴルフとスノーボード。

## ディスコグラフィ

### シングル
|     | 発売日        | タイトル | 規格 | 規格品番  | 収録曲                                              | 備考                                                                  |
| --- | ------------- | -------- | ---- | --------- | --------------------------------------------------- | --------------------------------------------------------------------- |
| 1st | 2013年6月22日 | 君ヲ願ウ | CD   |           | 1. 君を想い… 2. シバザクラ 3. Power on!             |                                                                       |
| 2nd | 2016年6月18日 | JUMP！！ | CD   | MYUF-0001 | 1. JUMP!! 2. Crazy for… 3. マイ ヒーロー☆           |                                                                       |
| 3rd | 2018年6月16日 | 雫       | CD   | MYUF-0002 | 1. 雫 2. 翡翠 3. 雫 -off vocal- 4. 翡翠 -off vocal- | Guitar.木村大樹、Bass.ryo-ske レコーディング参加                      |
| 4th | 2020年3月1日  | HIKARI   | CD   | MYUF-0003 | 1. HIKARI 2. sweet memory 3. シバザクラ（新録）     | 初タイアップシングル Guitar.木村大樹、Bass.ryo-ske レコーディング参加 |

### 期間限定シングル
|     | 発売日        | タイトル         | 規格 | 規格品番 | 収録曲                                | 備考           |
| --- | ------------- | ---------------- | ---- | -------- | ------------------------------------- | -------------- |
| 1st | 2015年2月13日 | Bitter Valentine | CD   |          | 1. Bitter Valentine ～Amer Chocolat～ | 期間限定販売盤 |

### 配信シングル
|     | 発売日         | タイトル | 規格                   | 備考 | 収録アルバム         |
| --- | -------------- | -------- | ---------------------- | --- | -------------------- |
| 1st | 2019年12月21日 | HIKARI   | デジタル・ダウンロード | 先行配信シングル、CD版とは別ミックスとなっている。 チバテレビ「MUSE9」2019年4月～6月度オープニングテーマ | HIKARI（シングル盤） |

## タイアップ
| 曲名               | タイアップ                                                                                             |
| ------------------ | --- |
| HIKARI             | チバテレビ「MUSE9」2019年4月～6月度オープニングテーマ                                                  |
| HIKARI             | テレビ埼玉「トピックマガジン｣エンディングテーマ                                                        |
| sweet memory       | 群馬テレビ「JOYnt!」エンディングテーマ                                                                 |
| sweet memory       | 市川うららFM「プロジェクト・リーフェリア 虹の架け橋」2023年7月度 第三週目エンディングテーマ            |
| シバザクラ（新録） | テレビ埼玉「超時空彩の国S.T.M」番組内連続ドラマ「家政婦は見た！（リメイク版）」DVD版エンディングテーマ |
| 雫                 | チバテレビ「ダイヤモンド☆コレクション」オープニングテーマ                                              |
| 雫                 | SMART USEN「MUSIC TANK セレクション」セレクション楽曲                                                  |

## 出演

### TV
- ミュージックステーション（2006年、テレビ朝日）※mihimaru GT 「気分上々↑↑」バックダンサー出演
- マジすか学園2（2011年4月16日 - 7月2日、テレビ東京）
- リスクの神様（2015年9月9日、フジテレビ） - 社長愛人 役
- 監獄のお姫さま（2017年10月17日、TBS） - サイン会 女性客 役
- MUSE9（2019年4月1日、チバテレビ）
- 全裸監督（2019年8月8日 - 、Netflix）
- NHK大河ドラマ いだてん〜東京オリムピック噺〜（2019年11月3日、11月10日、NHK） - 芸者 役
- 連続ドラマW 引き抜き屋～ヘッドハンターの流儀～（2019年11月16日 - 12月14日、WOWOW） - 和服ママ 役
- トピックメーカー（2020年3月2日、チバテレビ）
- L7 ON AIR station music TV（2020年7月14日、KBS京都）[11]
- WOWOW開局30周年記念連続ドラマW 華麗なる一族（2021年4月18日 - 7月11日、WOWOW） - 仲居 役
- プロミス・シンデレラ（2021年7月13日 - 9月14日、TBS） - 杉本りえ 役
- ダイヤモンド☆コレクション（2021年7月26日、チバテレビ）
- らせんの迷宮～DNA科学捜査～（2021年11月12日、テレビ東京） - 研究員 役
- 赤いナースコール（2022年8月8日、テレビ東京） - 新聞記者 役
- チアアップ★インディーズ（2023年3月23日、チバテレビ）
- ラストマン-全盲の捜査官-（2023年6月25日、TBS）
- 大奥（2024年2月29日、フジテレビ）
- イップス（2024年6月14日、フジテレビ） - ゆうこ 役

### 映画
- 愛と誠（2012年6月16日公開、東映・角川映画） - アクション担当
- 踊る大捜査線 THE FINAL 新たなる希望（2012年9月7日公開、東宝） - ピンクサファイア 役
- 騙し絵の牙（2021年3月26日公開、松竹） - クラブホステスママ 役
- 薔薇の数を君とともに、（2021年11月公開、YouTube配信短編映画）

### ラジオ
- ねこ耳DJ君島樹のAsakusa Catch UP（2013年6月2日、あさくさFM）[12]
- 田口彰太のしょうたいむ（2019年5月12日、調布FM）
- インスタントジョンソン・ゆうぞう先生の音の葉・言の葉・ハイスクール（2019年5月19日、市川うららFM）
- せたジュンのほんのりサジカゲン（2019年6月21日、Voice Love Network）
- ウィンディーズマニア！シャバダバ！かなえスパークリングナイト！（2019年9月10日、市川うららFM）[13]
- 華野ルイのRUI's BAR TIME（2020年6月2日、調布FM）[14]
- Hexa BeatのCafe Le Hexa（2020年8月11日、調布FM）[15]
- Rise channel おとねっと（2020年9月17日、レインボータウンFM）[16][17]
- 乗ってけ！ニッポンReturns～美女と過ごす年末スペシャル～（2020年12月30日、WEBラジオ）[18]
- ウィンディーズマニア！シャバダバ！WMS 2.0 ～ルーシーとリュウちゃん～（2021年5月25日、市川うららFM）
- サキマチダの大人になるかラジオ（2021年7月30日、FM西東京）[19]
- KIYONOでSHOW（2021年9月18日、池袋FM）[20]
- Talking Loud（2021年9月21日、むさしのFM）
- ミュージックテラス★WANTED（2022年10月8日・2023年1月28日、レインボータウンFM）[21]
- INDIES NIGHT（2023年7月5日、stand.fm）
- ウィンディーズマニア！シャバダバ！このみさんに聴いてもらいたいマニアたち（2023年8月22日、市川うららFM）[22]

### WEB番組
- 企画会議（2016年3月25日、ニコニコ生放送）[23]
- MusicProcedure（2016年8月4日、FRESH LIVE）[24]
- Viva!ゆうかタイム!（2019年6月25日、ニコニコ生放送）[25]
- SHOWROOM×ワッグル W GIRLSのENJOY GOLF Vol.4（2020年2月21日、YouTube）
- ちばアート祭2020 オンラインワークショップ（2020年8月8日・22日、YouTube）[26]※MC出演
- みのなつトークルーム（2021年2月20日 - 10月23日、Akiba.TV）[27]
- 渡部アキのAkitchen☆（2023年11月9日・2024年4月18日、YouTube・ツイキャス）

### CM
2015年
- 地域密着型フリーペーパー「情報誌ぱど」
- ちまきカフェ「天空の楽校」

2019年
- IoT製品「CUONA」

### MUSIC VIDEO
2020年
- SKY-HI「Don’t Worry Baby Be Happy feat. STAMP (Prod. ist)」 - 芸者 役

### 舞台
2011年
- テンダーシアター旗揚げ公演 scene zero「On Your Mark」（来夢）

2012年
- テンダーシアター公演 scene one「na na na…What we call LOVE」（未樹）

2013年
- もんもちプロジェクト 第1回 本公演「真田風雲録」（アンサンブル 殺陣）
- ミュージカルコメディ集団 山下幼稚宴第18回公演 ミュージカルコメディ「西遊記R」（孫悟子）
- Pudding☆Ring Stage3 「明かりを灯して」

2014年
- Motion Rock Opera 2014 The Fate of...「Life pathfinder」（桐谷エミ）
- 東京シネマアカデミー 2014年7月公演「夏祭り～星降る村の奏で～」（死神）
- 建設マン.com主宰「その旅人は建設マン」（庄野友美）

2015年
- Pudding☆Ring Stage5 「職業「嘘つき」」（朝倉さつき）

2016年
- Pudding☆Ring×水沢幸恵プロデュース ショートドラマ集「ハナイトナデシコ Vol.2」（光）

2017年
- Pudding☆Ring×水沢幸恵プロデュース ショートドラマ集「ハナイトナデシコ Vol.4」

2018年
- Pudding☆Ring×水沢幸恵プロデュース ショートドラマ集「ハナイトナデシコ Vol.7」（木村早紀）

2019年
- 劇団おしゃれ大学 第10回公演「ハムレット」（ガートルード）
- 劇団 劇薬混入団すくらっち 第36回公演 舞台作品「トライアウト」（若林昌美）

2020年
- シアターウィング劇場主催 第1回杮落とし公演「Angels In Duality」（鼓山瑞稀）

2021年
- Hexa Beat企画 読み聞かせ形式舞台公演「えんとつ町のプペル / Zip&Candy」（ルビッチ母）

2022年
- 劇団 虹色くれよん舞台公演「女医レイカ ～心の声がきこえますか～」（鹿島小雪〈過去〉、三原鈴江、東山理恵）

### 掲載誌
- 「ワッグル」2020年4月号掲載